# Mesocacia duplicaria
Mesocacia duplicaria är en skalbaggsart som beskrevs av Holzschuh 2006. Mesocacia duplicaria ingår i släktet Mesocacia och familjen långhorningar.
Artens utbredningsområde är Nepal. Inga underarter finns listade i Catalogue of Life.